# ACM-AAAI Allen Newell Award
Der ACM-AAAI Allen Newell Award ist ein seit 1994 vergebener Informatik-Preis der Association for Computing Machinery (ACM) und der Association for the Advancement of Artificial Intelligence (AAAI). Er ist mit 10.000 Dollar dotiert und nach Allen Newell benannt. Er wird verliehen für Beiträge mit bedeutender Breite in der Informatik oder die eine Verbindung von Informatik zu anderen Disziplinen schlagen (Englisches Original: significant breadth across computing, or that bridge computer science and other disciplines).

## Preisträger
- 1994 Fred Brooks
- 1995 Joshua Lederberg
- 1997 Carver Mead
- 1998 Saul Amarel
- 1999 Nancy Leveson
- 2000 Lotfi Zadeh
- 2001 Ruzena Bajcsy
- 2002 Peter Chen
- 2003 David Haussler und Judea Pearl
- 2004 Richard P. Gabriel
- 2005 Jack Minker
- 2006 Karen Spärck Jones
- 2007 Leonidas Guibas
- 2008 Barbara Grosz und Joseph Halpern
- 2009 Michael I. Jordan
- 2010 Takeo Kanade
- 2011 Stephanie Forrest
- 2012 Moshe Tennenholtz und Yoav Shoham
- 2014 Jon Kleinberg
- 2015 Eric Horvitz
- 2016 Jitendra Malik
- 2017 Margaret Boden
- 2018 Henry A. Kautz
- 2019 Lydia Kavraki und Daphne Koller
- 2020 Hector J. Levesque, Moshe Y. Vardi
- 2021 Carla Gomes
- 2022 Bernhard Schölkopf, Stuart J. Russell
- 2023 David Blei
- 2024 Peter Stone